# Stadio Dossenina
Lo stadio Comunale Dossenina è un impianto sportivo di Lodi; inaugurato nel 1920, prende il nome dall'omonima cascina che sorgeva nelle vicinanze. È l'impianto interno del Fanfulla.

## Storia
Al termine del primo conflitto bellico il Fanfulla non riuscì a riprendere l'attività calcistica, fino a quando, il 26 giugno 1920 la polisportiva non riuscì ad assimilare lo Sport Club Edera, nel quale erano confluiti molti ex giocatori bianconeri. 
Il campo Due Chiavi, precedente impianto di gioco del Fanfulla, era stato utilizzato durante la guerra come parco buoi e, successivamente, era stato trasformato in terreno edificabile. Il sodalizio lodigiano dovette pertanto rintracciare una superficie per realizzare un nuovo impianto. Con un impegno di spesa di 100.000 lire venne acquistato un appezzamento di terreno di 15.000 metri quadrati, lungo via Sant'Angelo (attuale viale Pavia), nei pressi della cascina Dossenina. 
Venne inaugurato il 3 ottobre 1920 con una partita amichevole tra Fanfulla e Crema. Il match venne sospeso sul risultato di 0 a 0 al 30' del primo tempo, a causa del maltempo.  
Il 20 settembre 1921 venne fondata la Società Anonima Stadio Fanfulla, con capitale iniziale di 75.000 lire, che avrebbe provveduto a realizzare la tribuna in legno da 500 posti, lo chalet per il guardiano, una pista per l'atletica, una per lo skating e un campo da tennis. 
Ospita sin dalla sua costruzione le gare casalinghe del Fanfulla.